# Ip (명령어)

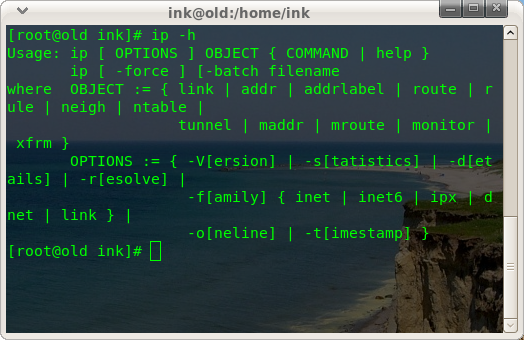

ip는 리눅스 운영체계에서 네트워크 매니저 데몬 (network manager daemon)수준에서 ip 관련 정보 조회및 설정에 관련한 명령어이다.
ip 명령어는 링크(link), 라우트(route), ip address 등  컴퓨터상의 네트워크에 관한 광범위한 정보조회가 가능한 기본 명령어이다.

## 예
- ip address  : 이 명령어 옵션은 ifconfig 명령어와 조회 결과가 유사하나 보다 광범위하다.
- ip address show : ip address처럼 ifconfig 명령어와 조회 결과가 유사하다.
- ip -help  :  ip 명령어에 대한 개괄 안내 명령어 옵션
- ip address help : ip address 명령어 옵션에 대한 개괄 안내

## 같이 보기
- 게이트웨이
- netstat